# Helena Borská
Helena Borská, rozená Nováková, (14. června 1928 Veselá – 16. května 2004 Ústí nad Labem) byla česká autorka regionálních vlastivědných publikací z Ústecka.

## Život
Narodila se ve vesnici Veselá (dnes součást Mnichova Hradiště) jako jediné dítě Jana a Boženy Novákových. Obecnou školu vychodila v rodné vesnici, poté do roku 1943 studovala měšťanskou školu v Bakově nad Jizerou. Už během školní docházky se velmi zajímala o jazyk i literaturu, hodně četla a sama sepisovala krátké články a básničky. Roku 1944 započala studium na dvouleté ekonomické škole v Mladé Boleslavi, ale po uzavření škol byla totálně nasazena v textilní továrně v Mnichově Hradišti. V říjnu 1944 měla začít pracovat jako pomocnice v kuchyni na německém štábu, ale na místo nenastoupila a až do konce války se skrývala.
Po válce dokončila ekonomickou školu a roku 1946 odešla do Ústí nad Labem, kde v roce 1947 nastoupila jako úřednice v Severočeských tukových závodech. Roku 1949 se provdala za Ladislava Krejčího, s nímž měla celkem tři děti. Mezi mateřskými dovolenými byla zaměstnána v podnicích Pozemních staveb.
Na sklonku roku 1965 nastoupila jako sekretářka v Severočeských hnědouhelných dolech. Úspěšně absolvovala kurz pro sekretářky, který byl pořádán v Domě kultury jako forma večerního vzdělávání. Od roku 1971 se stala jeho lektorkou a zůstala jí až do roku 1990, kdy se tento program uzavřel.
Významnou celoživotní součástí její osobnosti byl skauting. Začala se mu věnovat již v roce 1946, kdy působila ve funkci skautské vedoucí pod skautským jménem Jitřenka. V roce 1950 byla činnost Junáka rozhodnutím státu ukončena. Krátce se obnovila v letech 1968–1970, plně obnovit se mohla až od roku 1990. Ale i za doby, kdy byla činnost skautů potlačena, se Borská snažila naplňovat jejich ideály, ačkoli jí kvůli tomu oficiální režim komplikoval život.
Zálibou vážící se k vlastivědě, které propadla zejména po seznámení se Zdeňkem Borským, za něhož se později v červnu 1980 provdala, byla turistika. Kromě dálkových výšlapů, kterých společně ušli stovky, je spojoval i zájem o zahradničení a pobyt v přírodě vůbec.
Během posledních sedmi let života bojovala Helena Borská se zhoubným nádorem, jemuž dne 16. května 2004 podlehla. In memoriam jí byla udělena Cena primátora města Ústí nad Labem za celoživotní kulturní přínos městu. Radek Strnad v nekrologu o Heleně napsal: „Ústí ztratilo ženu, která jeho historii milovala, pro niž naše město hodně znamenalo. Mladší generaci, nejen skautům, byla příkladem, ráda poradila, pomohla. Byla velmi nadšená a energická, dost žila vším, co dělala.“
Dne 20. 12. 2021 byla jmenována čestnou občankou města Ústí nad Labem in memoriam.

## Publikační činnost
V polovině 70. let začala svými články přispívat do týdeníku Sever, deníku Průboj a podnikových časopisů. Věnovala se zejména rozhovorům s významnými osobnostmi spojenými se severními Čechami a dalším regionálním tématům. Od psaní kronik všech spolků, jejichž činnosti se účastnila, a shromažďování informací o historii podniků, v nichž pracovala, postoupila pod vlivem členství v Klubu historiků při Domě kultury k systematickému studiu vlastivědy i dějin města Ústí nad Labem a jeho okolí. Začala navštěvovat archiv, aby zde dohledávala a třídila informace z regionální geografie. V občasníku Klubu historiků pravidelně zveřejňovala své stati o významných osobnostech Ústecka, o vinařství, turistice či důležitých organizacích a historických milnících, aj.
Z jejího pátrání vzniklo několik děl zveřejněných nejdříve jako seriály. Roku 1999 slavilo město Ústí nad Labem 750. výročí vzniku a Borská při té příležitosti v severočeské příloze Rudého práva uveřejnila řadu článků se společným podnázvem 750. let královského města Ústí nad Labem, ve kterých se věnovala historii, pamětihodnostem i osobnostem. Pokračováním byl seriál Historie města Ústí nad Labem a okolí vycházející v letech 1998–2003 v podnikových novinách My z chemie a čítající sto čtyřicet tři částí. Následoval další s názvem Osobnosti spojené s městem Ústí nad Labem vydávaný v letech 1999 a 2000 v Ústeckých přehledech. Ten obsahoval krátké medailonky osobností, které se zasloužily o chod města nebo zde působily. Poslední rozsáhlé dílo zabývající se vlivem největšího průmyslového odvětví kraje neslo název Ústecko a uhlí – od prvopočátku až k uhlobaronům, vycházelo v Ústeckých přehledech v letech 2003–2005.
Je autorkou a spoluautorkou následujících publikací.
- 20 let semináře sekretářek. Ústí nad Labem: Dům kultury, 1987. 42 s.
- 80 let dívčího skautingu v Čechách. Ústí nad Labem: [s.n.], 1995. 29 s.
- Naše město, jeho primátoři a význačné osobnosti. Ústí nad Labem: Ústecká kulturní platforma '98, [2004]. 95 s.
- Poznámky k historii města Ústí nad Labem a okolí: původní seriál na pokračování v podnikových novinách My z chemie z let 1998–2003. Ústí nad Labem: Spolek pro chemickou a hutní výrobu, 2005. 174 s.
- Poznej místo, ve kterém žiješ: (toulky Ústím a okolím). Ústí nad Labem: Geodézie ČS, [1994]. 79 s.
- Střípky z ústecké hudební minulosti. [S.l.]: FORTE, [1999]. 19 s.
- BORSKÁ, Helena a Eva GRIMOVÁ. Občasník Klubu historiků 1988. Ústí nad Labem: [Klub historiků], 1988. 37 s.
- LIPSKÝ, Vladimír, Jiří KUČÍREK a Helena BORSKÁ. Turistický průvodce Euroregionem Elbe/Labe. Ústí nad Labem: Euroregion Labe, [2001]. 19 s.